# ロルフィー
ロルフィー (Rolfee) は、PC-FXのイメージキャラクター。NECホームエレクトロニクスのマスコットキャラクターとしても活動した。
キャラクターボイスは大野まりな。

## 特徴
当時13歳という設定の少女で、ソバージュがかった青緑色の髪が両肩の外側に広がって後方に巻く独特な髪型をしている。広告などでは、「ロルフィーといっしょにアニメであそぼ」「アニメゲームでいっしょにあそぼ♥」といった台詞をよく言っていた。

## 経緯
PC-FXのアニメ戦略にもとづいて只野和子にキャラクターデザインを委ね、オーディションで当時新人だった大野が抜擢された。1995年には『アニメフリークFX』に登場し、1997年には単独でヒロインを務めたゲーム作品『となりのプリンセス ロルフィー』も発表される。うちわ、インスタントカメラ、ピンバッジなど様々な雑貨が作成され、シングルCDも発売されるなどバーチャルアイドルとしても活動した。しかし、PC-FXと一体の存在であったため、PC-FXが商業的に失敗すると同時に活動の幅も狭まってしまった。
インターネットアーカイブで確認できる最後の活動は、2015年6月23日までの「美少女ゲームポータル『ドキドキCplaza』」のバナーへの登場である。

## 登場作品
- アニメフリークFX vol.1-5 (PC-FX)
- となりのプリンセス ロルフィー (PC-FX)
- Rolfee PERFECTデータ&スクリーンセイバー&壁紙&サウンドデータコレクション (Windows 95)
- となりのプリンセスロルフィー オープニング・テーマ 素直になれるなんて (Single CD)
- PC-FXベストキャラクターズ公式デジタル原画集 Vol.1-3 徳間書店インターメディア（ムック）